# Hyundai Kona
Hyundai Kona – samochód osobowy typu crossover klasy subkompaktowej, a następnie kompaktowej produkowany pod południowokoreańską marką Hyundai Motor Company od 2017 roku. Od 2022 roku produkowana jest druga generacja pojazdu.

## Pierwsza generacja

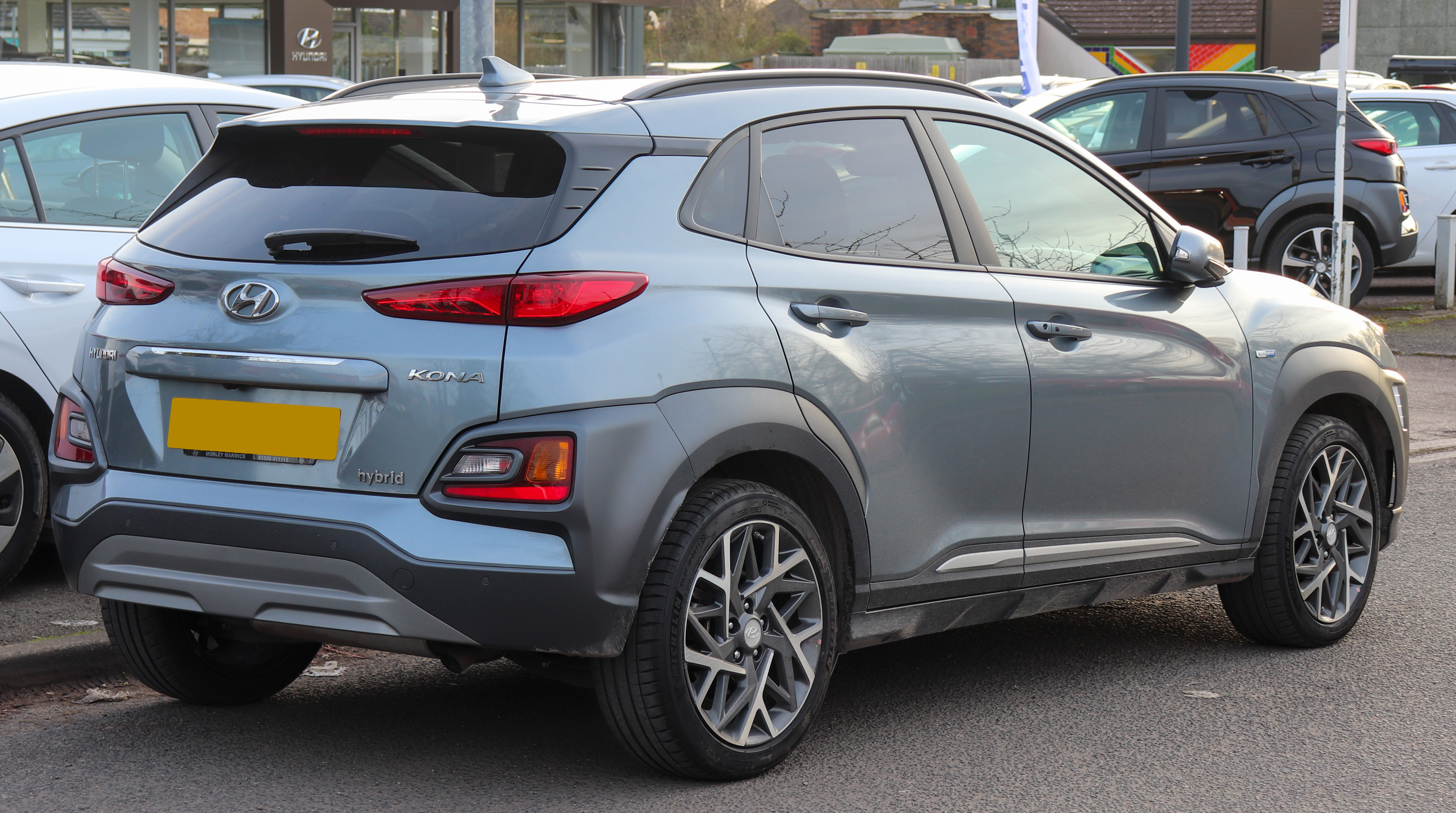
Hyundai Kona I - tył

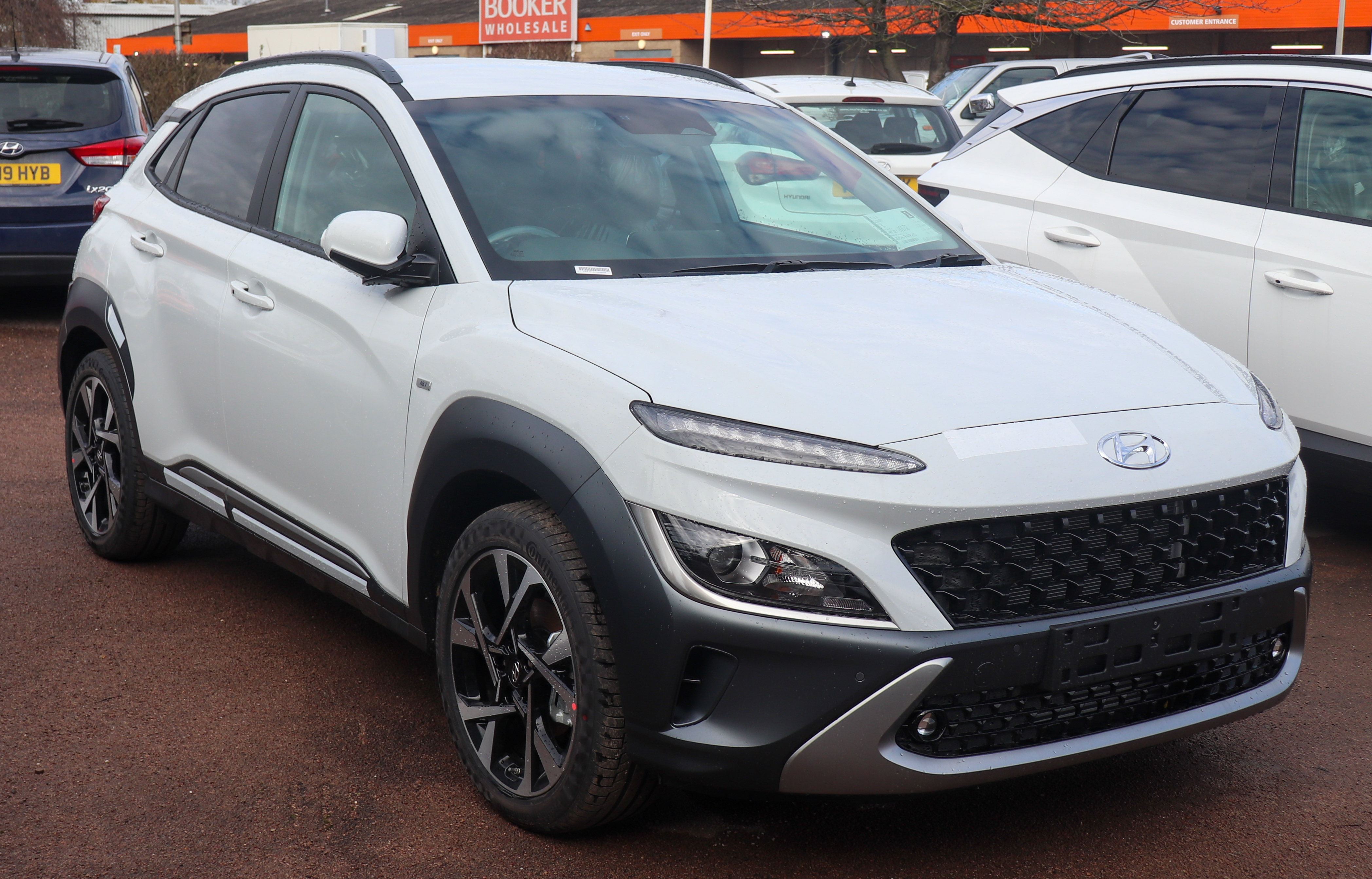
Hyundai Kona I po liftingu

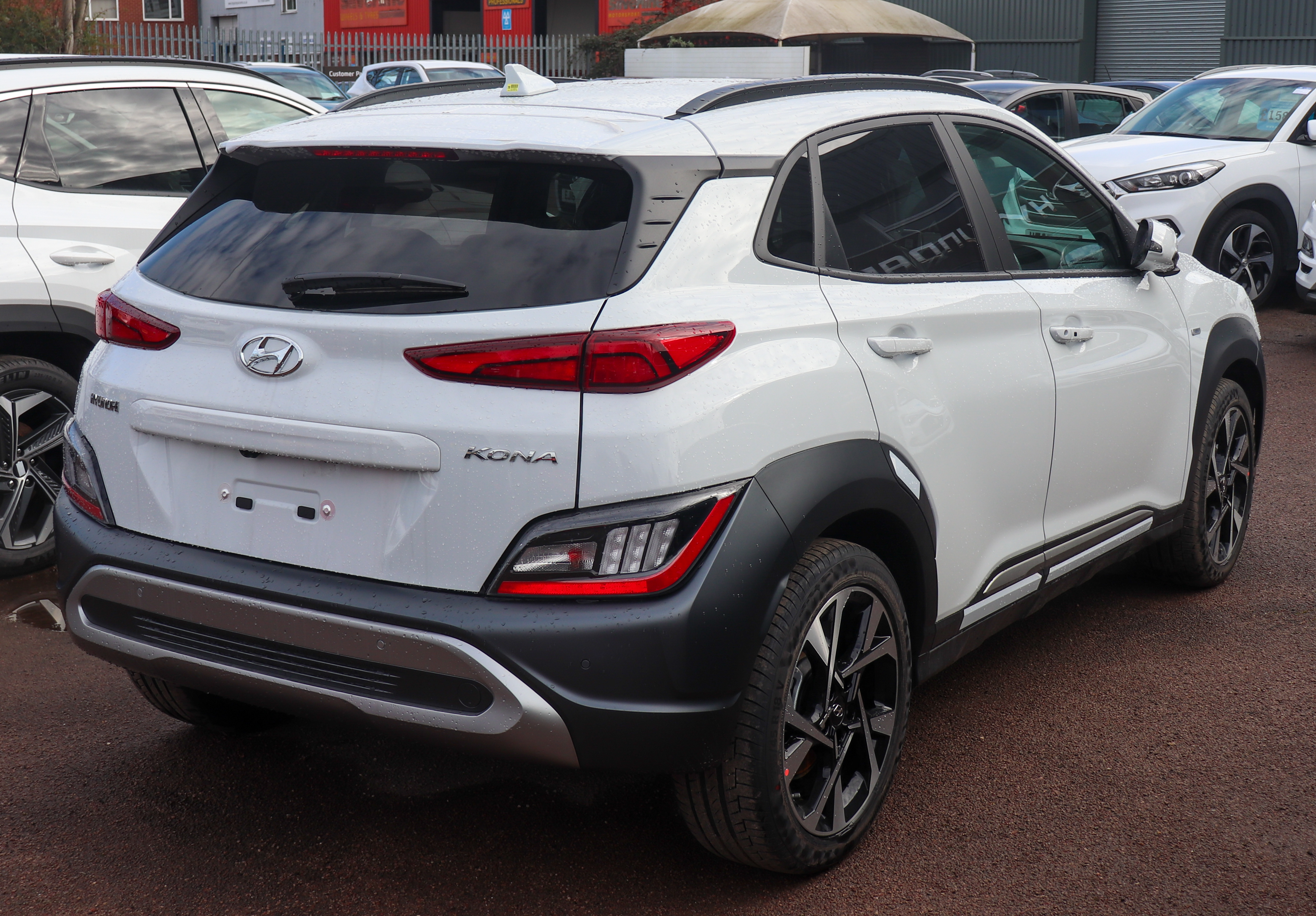
Hyundai Kona I - tył po liftingu

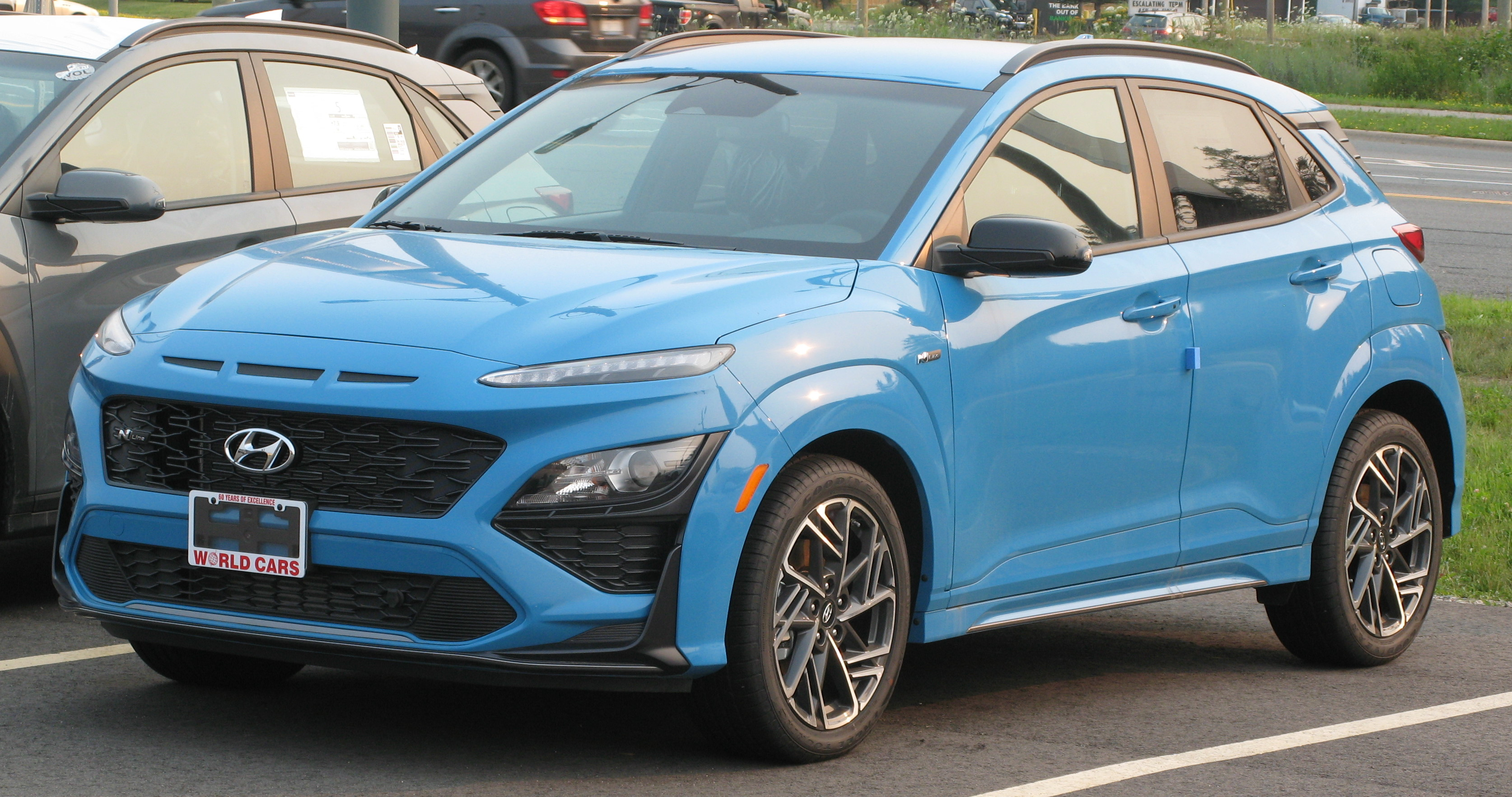
Hyundai Kona I N-Line

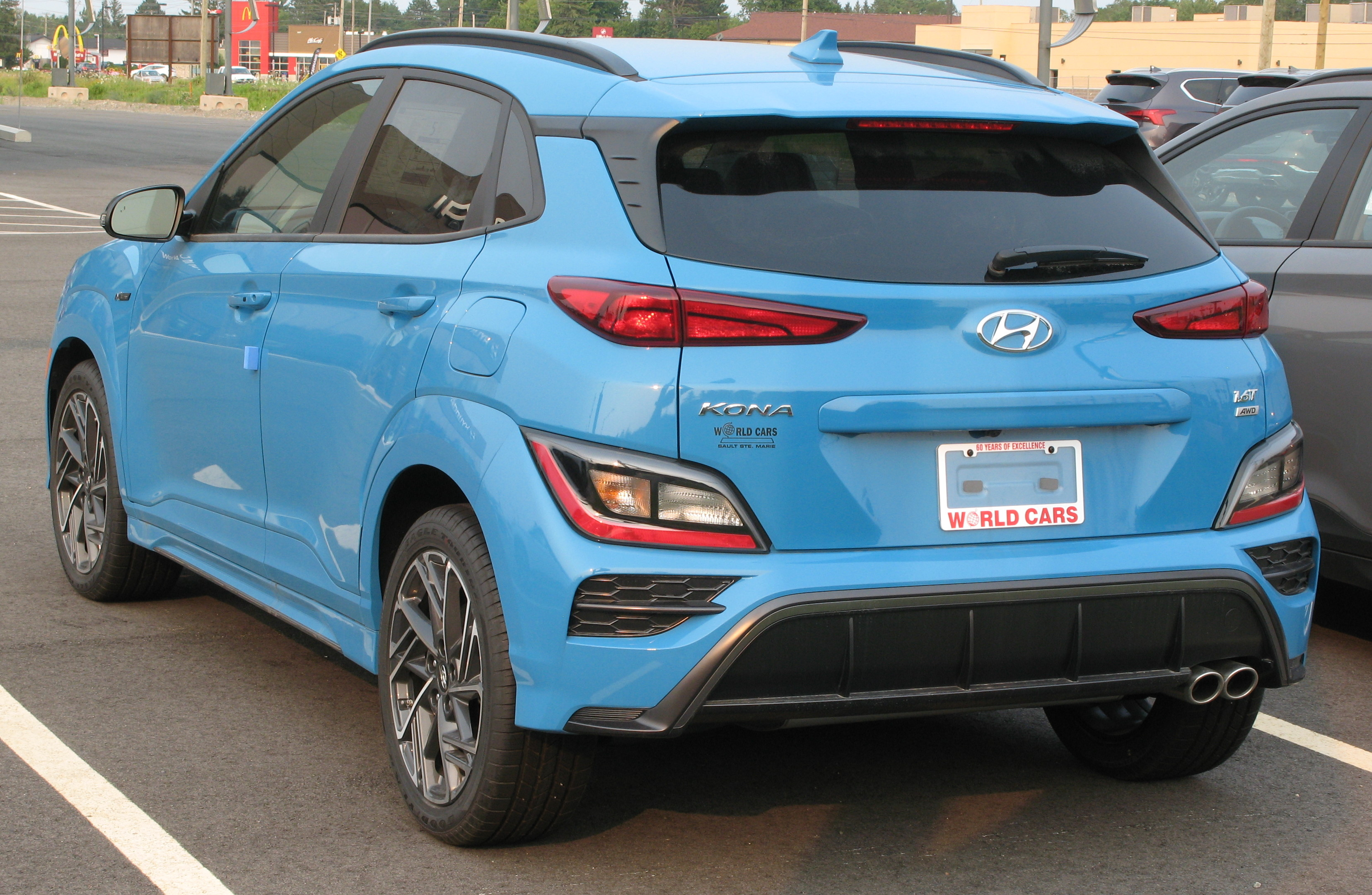
Hyundai Kona I N-Line - tył

Hyundai Kona został oficjalnie zaprezentowany w czerwcu 2017 roku jako najmniejszy wówczas crossover producenta mający uplasować się w gamie poniżej większych SUV-ów Tucson i Santa Fe. Samochód otrzymał awangardową stylizację nadwozia, charakteryzując się muskularnymi nadkolami, dużymi plastikowymi nakładkami i dwubarwnym malowaniem w topowych wariantach.
Awangardowym rozwiązaniem stały się też trzy poziomy świateł przednich (pas górny - światła do jazdy dziennej wykonane w technologii LED połączony z kierunkowskazami; reflektory główne i światła przeciwmgielne). Pojazd wyposażono też w liczne systemy bezpieczeństwa jak m.in. ostrzeganie przed pojazdem nadjeżdżającym z bocznej strony i z tyłu, a także asystenty utrzymywania pasa ruchu i zapobiegania kolizjom czołowym.
Układ deski rozdzielczej został upodobniony do m.in. modelu i30, z poziomym układem przyrządów. Nad panelem z fizycznymi przyciskami i pokrętłami klimatyzacji umieszczono nawiewy, a na szczycie konsoli centralnej umieszczono 8-calowy dotykowy wyświetlacz systemu multimedialnego.
Europejski debiut przed publicznością odbył się w październiku tego samego roku podczas targów motoryzacyjnych we Frankfurcie nad Menem.

### Kona Hybrid
W sierpniu 2019 roku oferta wariantów napędowych Kony została wzbogacona także o spalinowo-elektryczne Kona Hybrid. Układ napędowy pojazdu tworzy 1,6-litrowy silnik benzynowy o mocy 104 KM i 43,5-konny silnik elektryczny, który łącznie rozwija 141 KM mocy i 265 Nm maksymalnego momentu obrotowego.

### Lifting
We wrześniu 2020 roku Hyundai przedstawił Konę po gruntownej restylizacji. Najobszerniejsze zmiany przeszła przednia część nadwozia, gdzie pojawił się nowy kształt wąskich pasków z diodami LED do jazdy dziennej, a także przemodelowane reflektory w niższym rzędzie. Zmienił się też kształt atrapy chłodnicy, za to logo przeniesiono na maskę. Zmodernizowany Hyundai Kona od wariantu sprzed zmian odróżnia się też mniejszą liczbą plastikowych nakładek i zmodyfikowanymi zderzakami, które wydłużyły samochód o 40 mm.
Dodatkowo ofertę poszerzyła sportowa linia N Line. Wyróżnia się ona bardziej sportowym wyglądem przedniej i tylnej części nadwozia, nakładkami na nadkola w kolorze nadwozia, logo umieszczonym w atrapie chłodnicy oraz specjalnie zaprojektowanymi do tej wersji aluminiowymi, 18-calowymi alufelgami.
Nowością w kabinie pasażerskiej zmodernizowanej Kony stały się cyfrowe zegary z 10,25-calowym kolorowym wyświetlaczem, a także 10,25-calowy ekran systemu multimediów i nawigacji, oferujący nowe funkcje łączności. Wyświetlacz jest wyposażony w funkcję podziału i umożliwia jednoczesne połączenie z kilkoma urządzeniami za pomocą technologii Bluetooth. Samochód wyposażono także w bezprzewodowe Android Auto i Apple Car Play.

### Sprzedaż
Z racji negatywnego brzmienia nazwy Kona w języku portugalskim, która w formie zapisu cona jest pejoratywnym określeniem żeńskich genitaliów, w Portugalii crossover nosi nazwę Hyundai Kauai. Od listopada 2017 roku Hyundai Kona jest również produkowany oraz sprzedawany na rynku chińskim pod nazwą Hyundai Encino, gdzie plasuje się w gamie między modelami ix25 a ix35.

### Wersje wyposażeniowe
- Classic Plus
- Comfort
- Style
- Premium
- Premiere Comfort
- Premiere Style

W zależności od wybranej wersji pojazdu może on być wyposażony m.in. w system ABS i ESP, elektryczne sterowanie szyb, elektryczne sterowanie lusterek, klimatyzację automatyczną, 7-calowy ekran dotykowy z kamerą cofania, skórzaną kierownicę, światła przeciwmgłowe, czujniki cofania, system bezkluczykowy, nawigację satelitarną z 8-calowym ekranem, podgrzewane przednie siedzenia i koło kierownicy, czujniki parkowania, czujnik deszczu, a także system autonomicznego parkowania z funkcją wykrywania pieszych.

### Silniki[16]
| Silnik                | Pojemność skokowa [cm³] | Typ silnika        | Moc maksymalna [KM] przy obr./min | Maks. moment obrotowy [Nm] przy obr./min | Przyspieszenie 0–100 km/h [s] | Prędkość maks. [km/h] |                    |                    |                    |
| Silniki benzynowe:    | Silniki benzynowe:      | Silniki benzynowe: | Silniki benzynowe:                | Silniki benzynowe:                       | Silniki benzynowe:            | Silniki benzynowe:    | Silniki benzynowe: | Silniki benzynowe: | Silniki benzynowe: |
| --------------------- | ----------------------- | ------------------ | --------------------------------- | ---------------------------------------- | ----------------------------- | --------------------- | ------------------ | ------------------ | ------------------ |
| 1.0 T-GDi             | 998                     | R3                 | 120 KM (88 kW) przy 6000          | 172 Nm przy 1500-4000                    | 12,0                          | 181                   |                    |                    |                    |
| 1.6 T-GDi             | 1591                    | R4                 | 177 KM (130 kW) przy 5500         | 265 Nm przy 1500-4500                    | 7,9                           | 210                   |                    |                    |                    |
| Silniki wysokoprężne: |                         |                    |                                   |                                          |                               |                       |                    |                    |                    |
| 1.6 CRDi              | 1582                    | R4                 | 116 KM (85 kW) przy 4000          | 255 Nm przy 1900-2750                    | 10,7                          | 183                   |                    |                    |                    |
| 1.6 CRDi              | 1582                    | R4                 | 136 KM (100 kW) przy 4000         | 280 Nm przy 1500-2500                    | 10,2                          | 191                   |                    |                    |                    |
| Napęd hybrydowy:      |                         |                    |                                   |                                          |                               |                       |                    |                    |                    |
| 1.6 GDi Hybrid        | 1580                    | R4                 | 141 KM (104 kW) przy 5700         | 265 Nm przy 4000                         | 11,6                          | 160                   |                    |                    |                    |

### Kona Electric

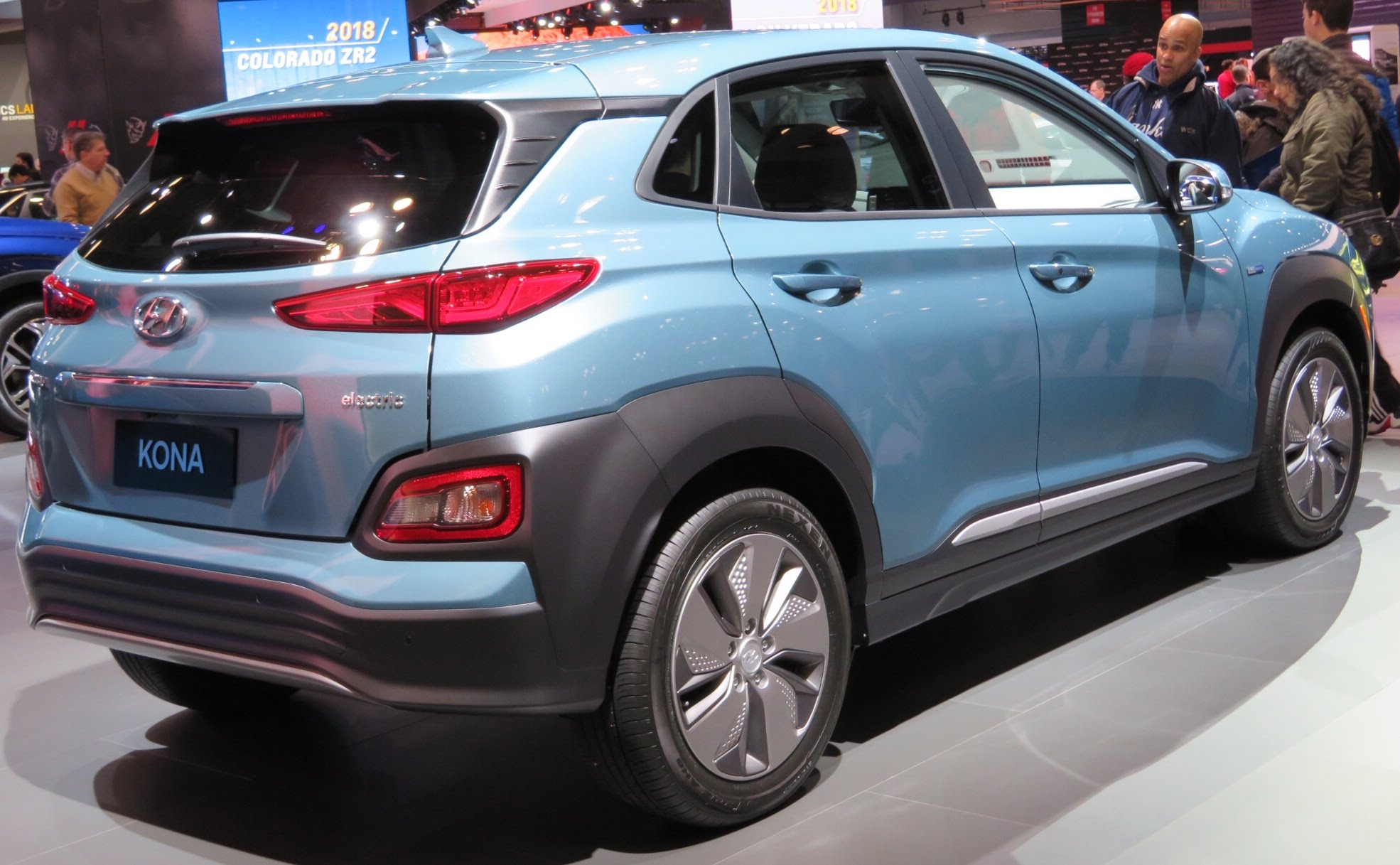
Hyundai Kona Electric I - tył

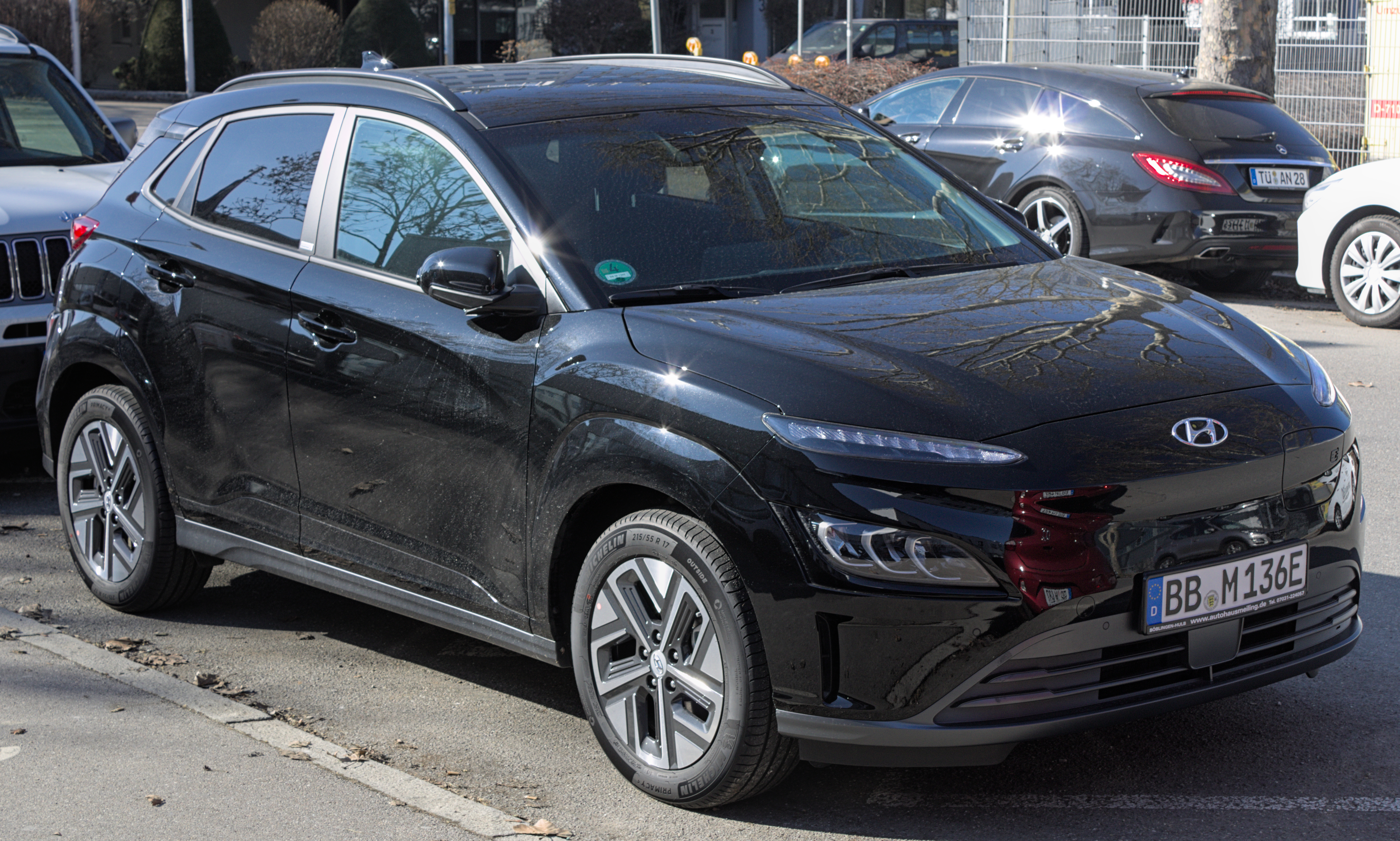
Hyundai Kona Electric I po liftingu

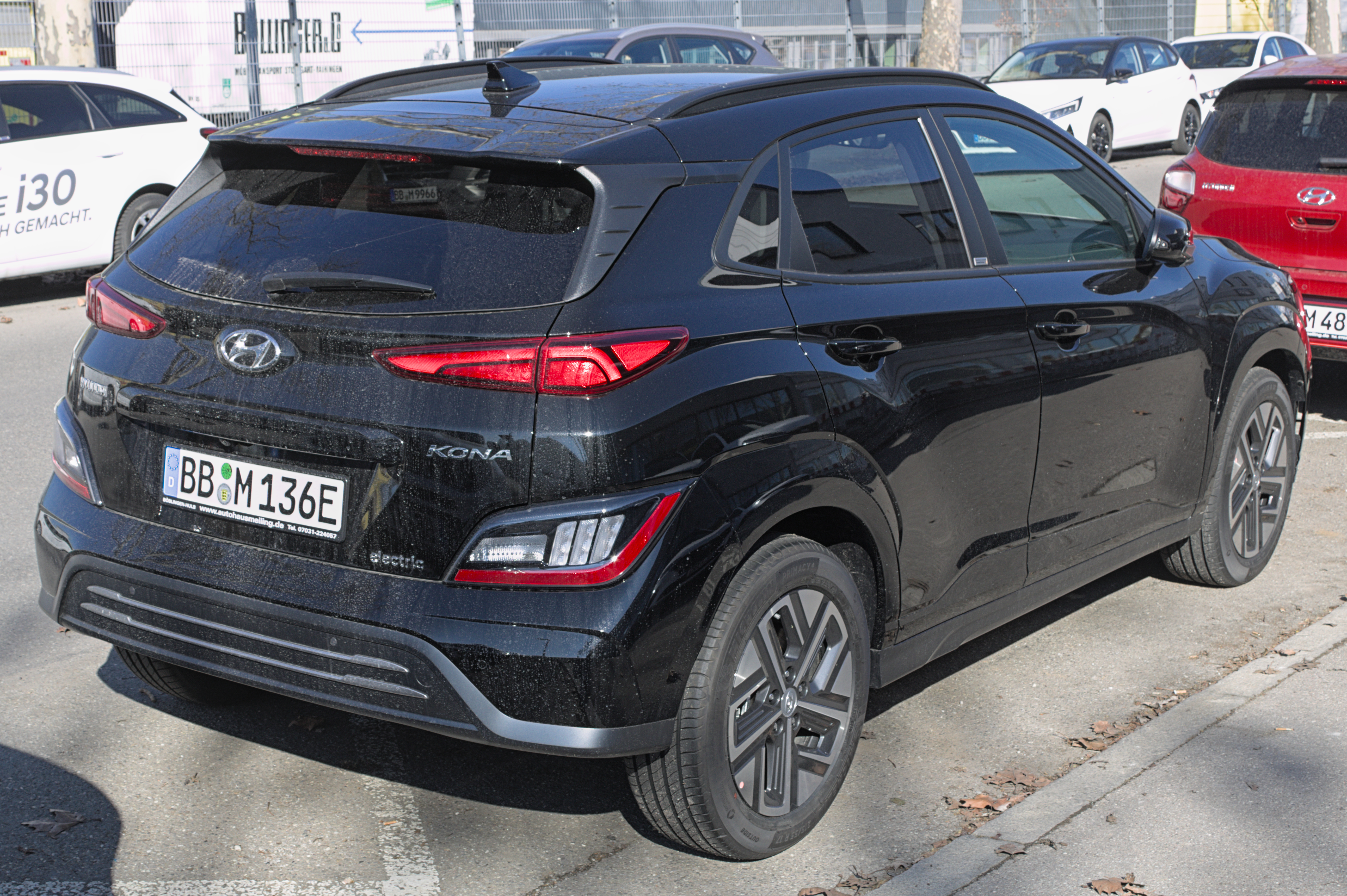
Hyundai Kona Electric I - tył po liftingu

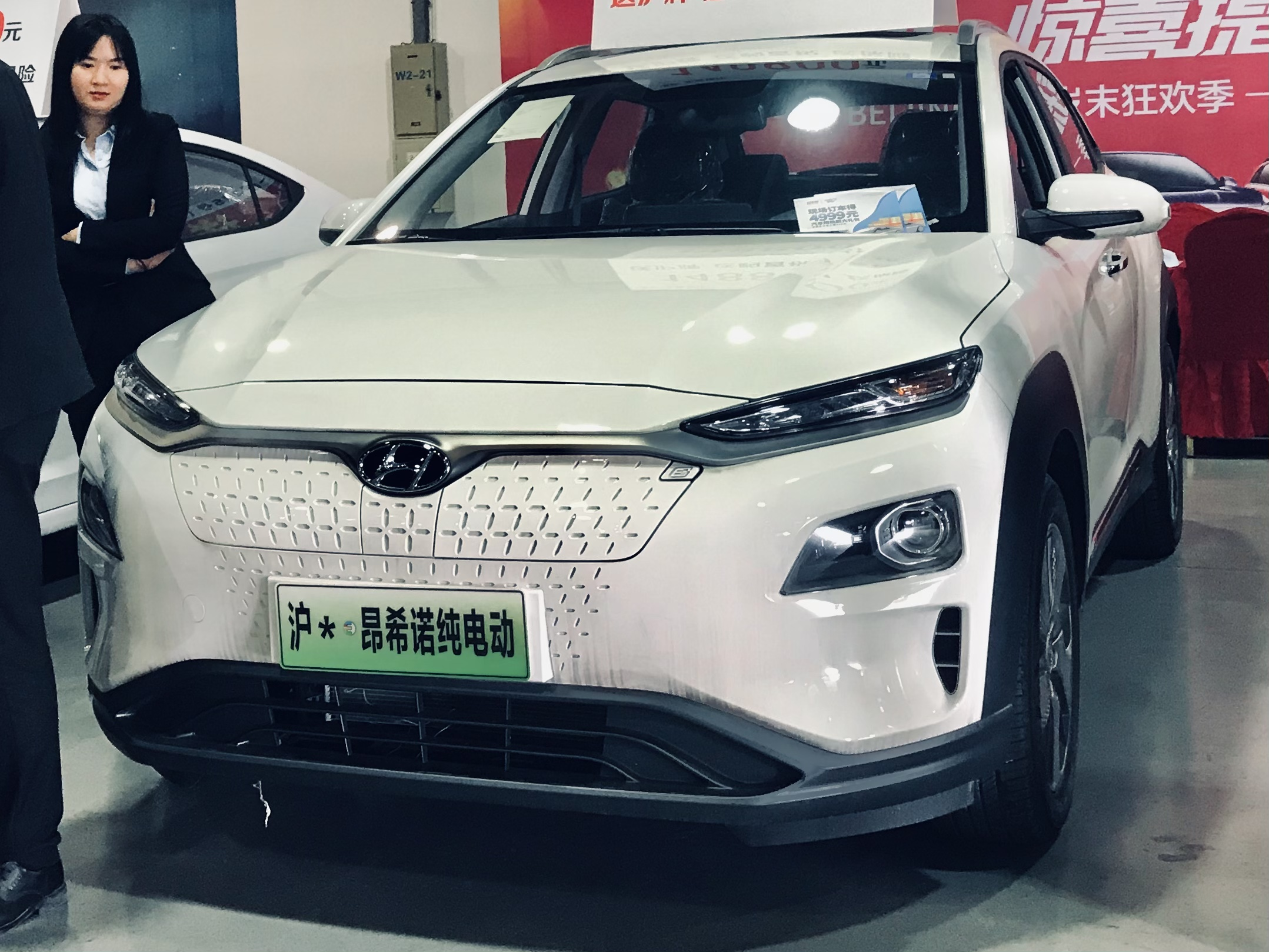
chiński Hyundai Encino Electric

Hyundai Kona Electric I został zaprezentowany po raz pierwszy w 2018 roku.
Debiutujący na Geneva Motor Show rok po wariantach spalinowych pojazd otrzymał głębokie modyfikacje wizualne. Samochód odróżnia się brakiem wlotu powietrza (atrapy chłodnicy) w pasie przednim. Nie posiada również rur wydechowych z tyłu.
W pasie przednim, w miejscu, w którym znajduje się atrapa chłodnicy w autach z napędem spalinowym, Hyundai Kona Electric posiada gniazdko do ładowania. Aby się do niego dostać, trzeba unieść osłonę. Pojazd porusza się standardowo na lekkich, aluminiowych obręczach o średnicy 17 cali. Nadwozie może być pokryte jednym z siedmiu kolorów lakieru. Dodatkowo można zamówić jeden z trzech kolorów dachu i przednich słupków.  
Na wyświetlaczu deski rozdzielczej znajdują się wskaźniki poziomu naładowania baterii, brakuje również obrotomierza. Kierowca ma do swojej dyspozycji dwa ekrany LED – pierwszy zastępuje standardową deskę rozdzielczą (przekątna 7 cali), a drugi, zamontowany w środkowej konsoli, służy do obsługi multimediów (przekątna 8 cali). Pojazd może być też wyposażony w wyświetlacz head – up, umieszczony na konsoli, bezpośrednio przed kierowcą.
Inny niż w wersji spalinowej jest także tunel środkowy. Zamiast dźwigni zmiany biegów, znajdują się tutaj przyciski, pozwalające na sterowanie kierunkiem jazdy oraz sposobem zatrzymania się. Są one wzorowane na rozwiązaniach, stosowanych w automatycznych skrzyniach biegów (przycisk jazdy do przodu, przycisk jazdy do tyłu, przycisk zatrzymania się, przycisk parkowania). Identyczne rozwiązania zastosowano w modelu Hyundai Ioniq Electric. 

### Lifting
Dwa miesiące po prezentacji zmodernizowanej Kony w wariancie spalinowym i spalinowo-elektrycznym, w listopadzie 2020 przedstawiono także gruntownie odnowioną Konę Electric. Samochód otrzymał nowy wygląd pasa przedniego, gdzie pojawiło się charakterystyczne przetłoczenie i nowy kształt gniazdka do ładowania, a także zniknęła dotychczasowa chromowana poprzeczka. Ponadto, producent przemodelował nadkola i zderzaki, z których zniknęły plastikowe osłony na rzecz odkrytych paneli nadwozia w jednolitej barwie.

### Dane techniczne
Hyundai Kona Electric jest napędzany przez synchroniczny silnik elektryczny z magnesami trwałymi. W zależności od wersji silnik może mieć moc 136 lub 204 KM. Źródłem zasilania jest bateria litowo-jonowa z cieczowym układem chłodzenia i ogrzewania, wykonana w technologii polimerowej. Bateria dostępna jest w dwóch wersjach pojemności: 39,2 kWh lub 64 kWh.
Pojazd wyposażony jest w system odzyskiwania energii z hamowania (pozwala na zwiększenie zasięgu i oszczędza klocki hamulcowe) jak również w inteligentny system rekuperacji energii, który dostosowuje sposób pracy jednostki napędowej i baterii a także układu odzyskiwania energii do warunków na drodze (np. jazda pod górę lub z góry). 

## Druga generacja

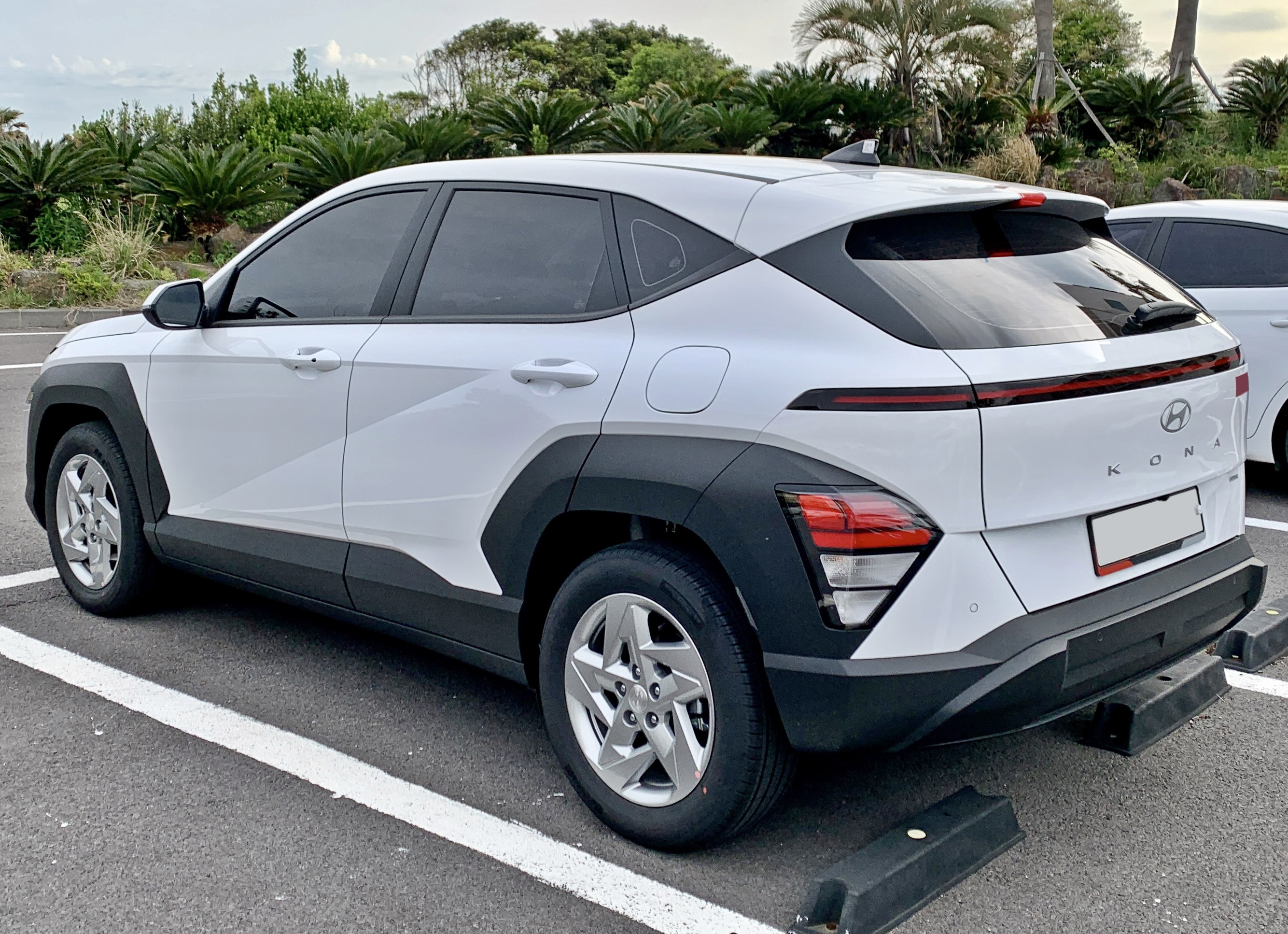
Hyundai Kona II - tył

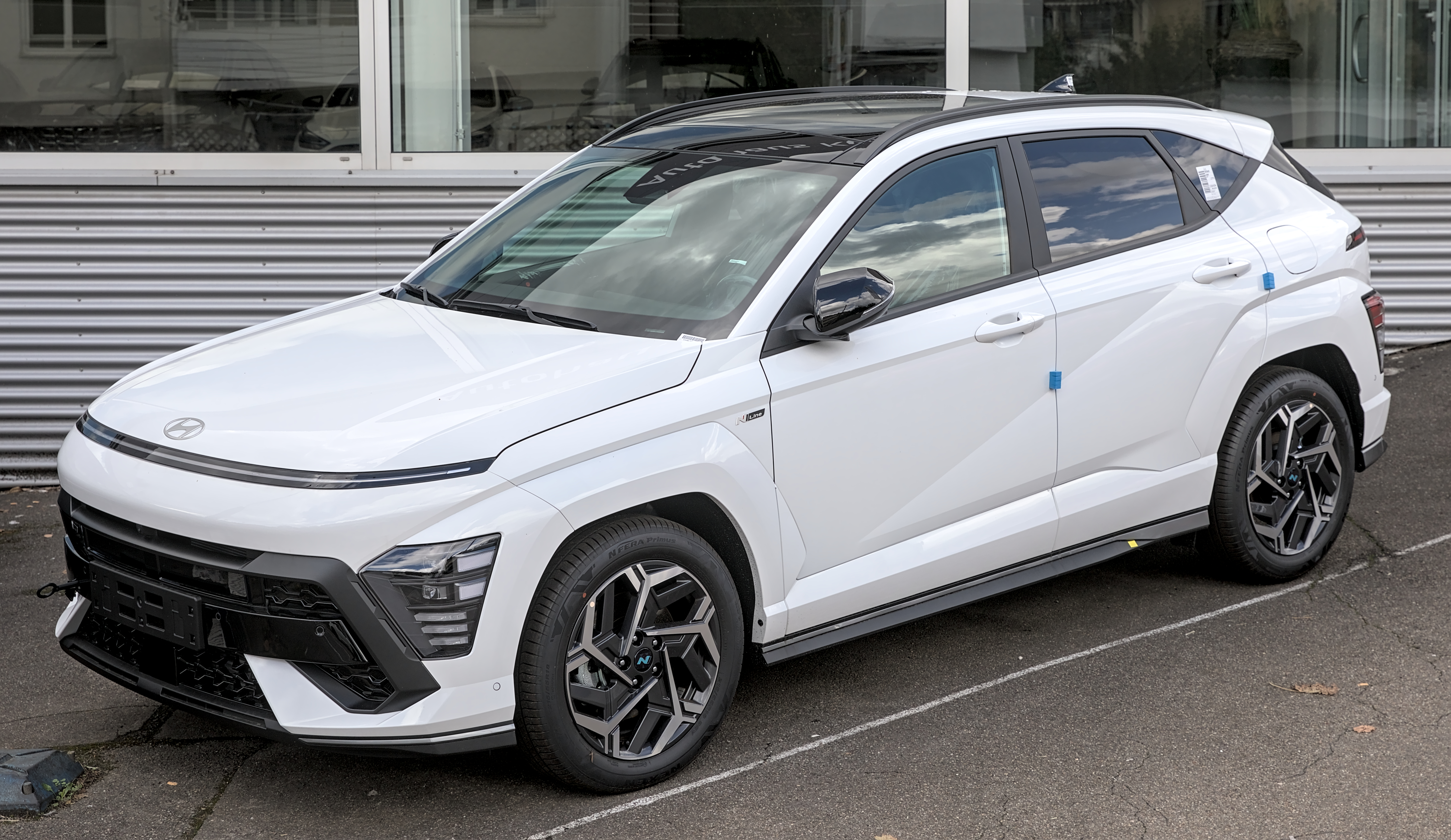
Hyundai Kona II N-Line

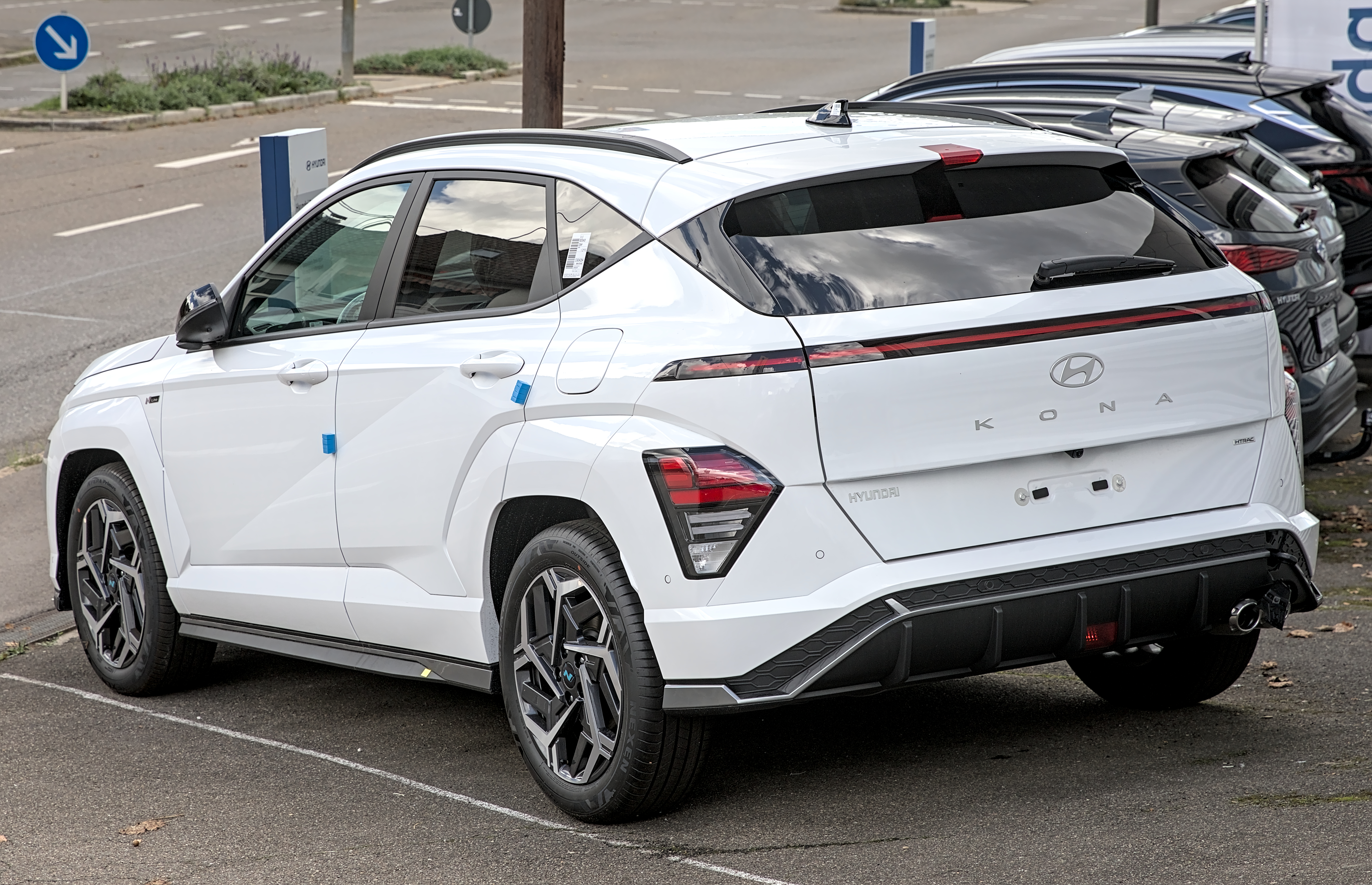
Hyundai Kona II N-Line - tył

Hyundai Kona II został zaprezentowany po raz pierwszy w 2022 roku. 
Po 5 i pół roku rynkowej obecności, druga generacja Kony kompleksowo odświeżyła dotychczasową koncepcję crossovera południowokoreańskiej firmy. Uzupełniając lukę po większej niż dotychczas czwartej generacji Tucsona, samochód stał się wyraźnie większy: 15 cm dłuższy, 2,5 cm szerszy i z większym o 6 cm rozstawem osi w stosunku poprzednika. Możliwe to było dzięki oparciu o większą platformę K3 współdzieloną z przedstawioną przed rokiem drugą generacją pokrewnej Kii Niro. Zmiany te przełożyły się na obszerniejszą kabinę pasażerską, ze szczególnie przestronniejszym drugim rzędem siedzeń i pojemniejszym bagażnikiem.
Samochód utrzymany został w nowym, futurystycznym języku stylistycznym firmy zaprezentowanym po raz pierwszy w 2020 roku przy okazji awangardowego vana Staria. Zarówno pas przedni, jak i tylną część nadwozia zdominował wąski, biegnący przez całą szerokość pas świetlny wykonany w technologii LED, który uzupełnił drugi rząd kloszy zawierający w sobie m.in. kierunkowskazy. Wzorem elektrycznych modeli z rodziny Ioniq, oświetlenie przyjęło postać niewielkich, kwadratowych pikseli. Nadwozie wzbogaciły plastikowe nakładki na progi i nadkola, a także rozbudowane przetłoczenia na drzwiach. Stylistyka m.in. przedniego i tylnego zderzaka uzależniona jest od wersji wyposażenia, z istotnymi różnicami na tym polu w przypadku odmiany N-Line. Ta otrzymała podwójną końcówkę wydechu, chromowaną listwę na osłonie chłodnicy i 19-calowe alufelgi.
Kabina pasażerska została lepiej doświetlona, a także wzbogacona masywniejszą, cyfrową deską rozdzielczą z rozbudowanym tunelem środkowym, schowkami oraz oświetleniem ambientowym. Zarówno wyświetlacz wirtualnych zegarów, jak i centralny dotykowy ekran systemu multimedialnego zyskały przekątną 12,3 cali, łącząc się z kolejną generacją systemu multimedialnego.
W połowie stycznia 2023 producent przedstawił gamę jednostek napędowych, która w przeciwieństwie do poprzednika została okrojona z wariantu wysokoprężnego i złożyła się na rodzimym rynku południowokoreańskim z dwóch benzynowych jednostek oraz jednej hybrydowej. To pierwsze grono utworzyło wolnossące, 2-litrowe GDi o mocy 147 KM oraz mocniejsze, 1,6 litrowe turbodoładowane T-GDi o mocy 195 KM.

### Sprzedaż
Produkcja drugiej generacji Hyundaia Kona rozpoczęła się jeszcze przed grudniową premierą, z końcem listopada 2022 roku w południowokoreańskich zakładach w mieście Ulsan. Początek sprzedaży modelu, któremu ponownie nadano globalny charakter, wyznaczony został na połowę 2023 roku, z ujawnieniem szczegółowej specyfikacji technicznej i wyposażeniowej w pierwszych miesiącach tego roku.

### Silniki
Benzynowe:
- R4 1.6l T-GDi 198 KM
- R4 2.0l GDi 147 KM

Hybrydowe:
- R4 1.6l T-GDI Hybrid 139 KM

### Kona Electric

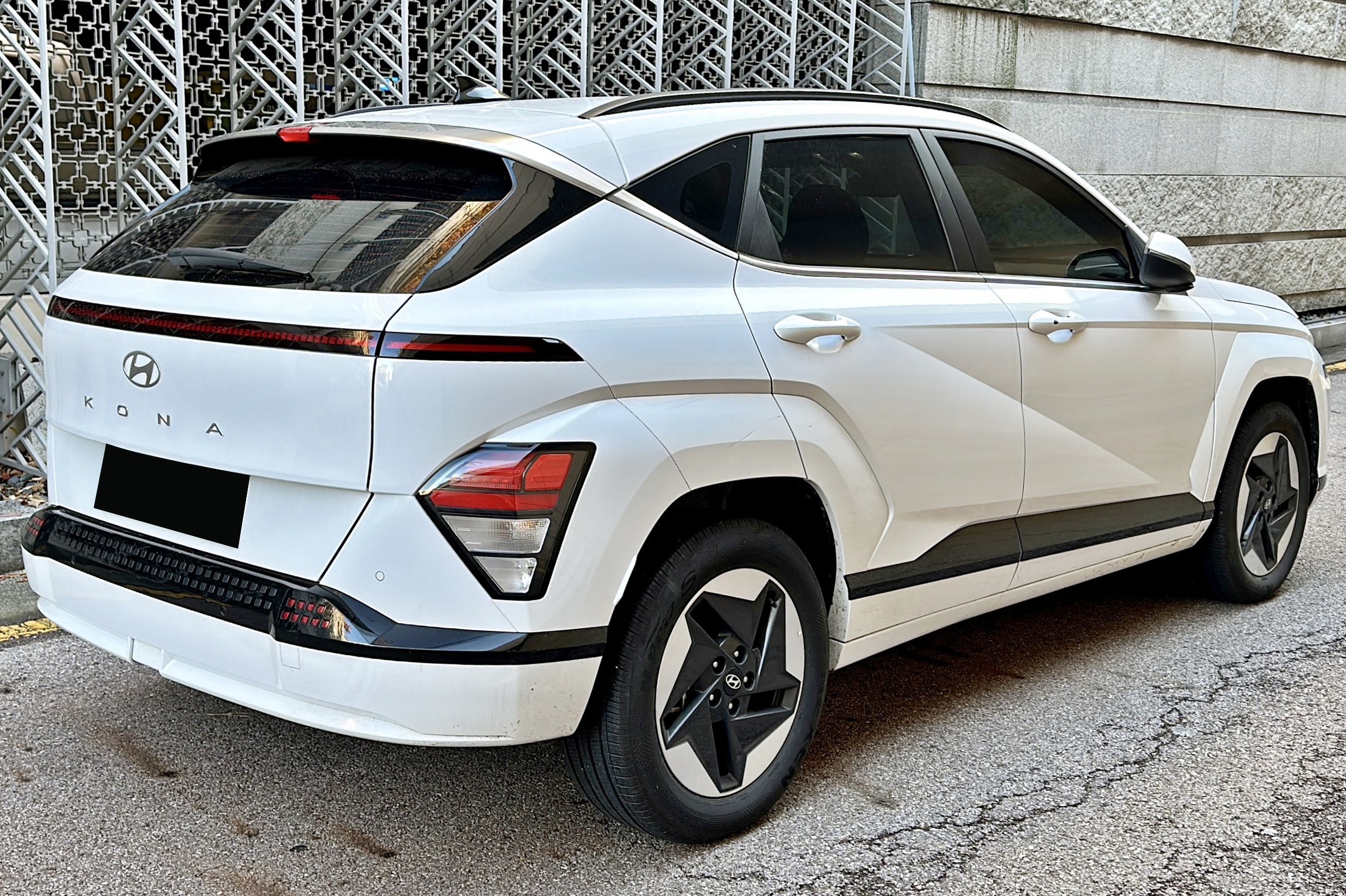
Hyundai Kona Electric II - tył

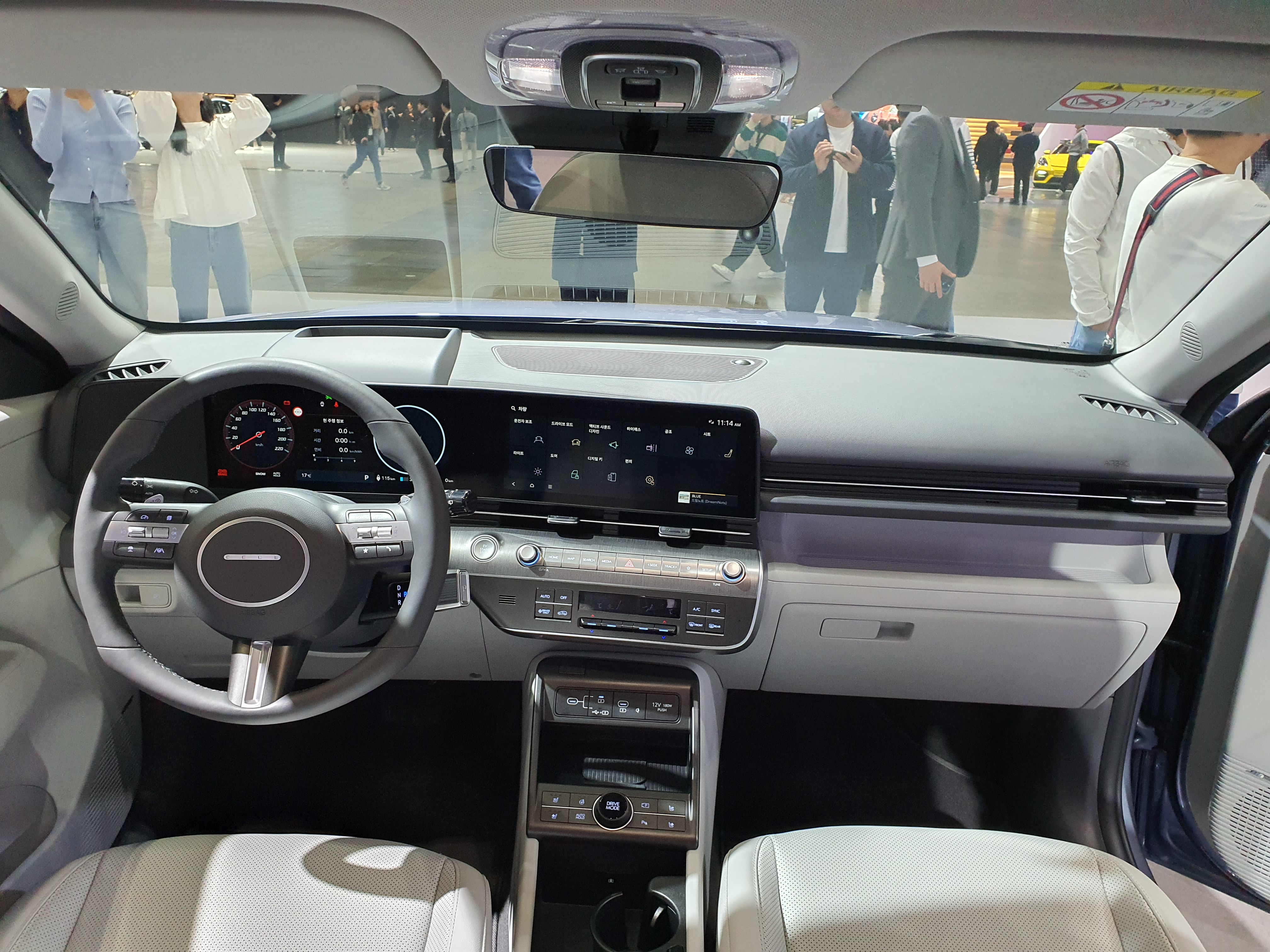
Hyundai Kona Electric II - kokpit

Hyundai Kona Electric II został zaprezentowany po raz pierwszy w 2022 roku.
W przeciwieństwie do poprzednika, druga generacja elektrycznego Hyundaia Kona zadebiutowała równolegle z odmianą spalinową, a ponadto - także hybrydową. Samochód zyskał mniej rozległy zakres zmian wizualnych mających odróżnić go od tradycyjnych wariantów Kony, z modyfikacjami koncentrującymi się głównie na stylizacji pasa przedniego. Ten zamiast osłony chłodnicy zyskał mniejszą, niżej osadzoną belkę w kolorze nadwozia i wlot powietrza z osłoną o strukturze pikseli. Inny wzór zyskał też tylny zderzak.
Kabina pasażerska Kony Electric drugiej generacji zachowała minimalne różnice w stosunku do odmiany spalinowej, wyróżniając się jedynie mniej rozbudowaną przestrzenią na łączeniu tunelu środkowego oraz centralnego punktu deski rozdzielczej. Wzorem modelu Ioniq 5, koło kierownicy zamiast loga firmowego Hyundaia utworzyły trzy piksele w centralnym punkcie wieńca.

### Dane techniczne
Do napędu drugiej generacji Hyundaia Kona Electric wykorzystany został 201-konny silnik elektryczny. Dzięki baterii litowo-jonowej o pojemności 64,2 kWh, samochód może przejechać na jednym ładowaniu do 458 kilometrów. W 45 minut uzupełnić można do 80% stanu akumulatora z wykorzystaniem ładowarki o mocy do 70 kW.